# Paddle tennis
Paddle tennis is een balsport die in 1898 werd bedacht door Frank Peer Beal. Het spel maakt, in tegenstelling tot padel, geen gebruik van een hal of kooi en betrekt de muren dus niet.
Het spel wordt gespeeld op een veld dat maar een vierde van de oppervlakte van een normale tennisbaan heeft. Paddle tennis werd ontwikkeld in New York. Het oorspronkelijke doel van het spel was om de bewoners van de stad met beperkte middelen en ruimte, toch kennis te kunnen laten maken met het tennisspel.
De sport wordt vooral in de Verenigde Staten beoefend en werd daar in de jaren 40 in zeker 500 steden gespeeld. Inmiddels is de populariteit afgenomen.